# 寄藥包
寄藥包是一個裝有各種家庭常備藥的大藥袋，由藥廠的配送員宅配及寄放至各家中，並以先使用後付款的方式定期結帳和補充、更換藥品。台灣人也稱這種寄藥包制度為「藥品宅急便」或「行動藥房」，主要盛行於1930-1970年代。

## 歷史
寄藥包源於日治時期約1930年代，從日本傳入台灣的「家庭配置」售藥制度。由於當時交通不便和一般醫院的醫藥費過於昂貴等原因，寄藥包盛行於台灣。戰後時期約1950年代，因為台灣政局漸穩且成藥利潤佳，民間對製藥的投資意願提升，此時中央也未有完備的製藥相關法令，使藥廠數量遽增，因此1950-1970年間寄藥包最為興盛。直到1970年代起由於醫療普及和中央頒布藥物藥商處理法而開始式微，1980-90年代後加上台灣實施全民健康保險制度，寄藥包逐漸消失。

## 藥包特色

### 外觀
寄藥包為約八開大小的紙袋，上方有打洞穿繩讓民眾掛於牆上。其正面印有商標、藥廠名稱、電話、標語及繪圖等。除此之外日治時期需印有「總督府認可」或「大日本政府認可」的字樣，戰後時期改為「臺灣省衛生處許可」，1970年代後則變為「中華民國衛生署許可」。背面印有食物禁忌一覽表和計數表，計用藥數量及標明各藥品名稱、主治功能。

### 內容物
寄藥包裡面裝有各種家庭常用備藥的藥包或藥水瓶，種類包括頭痛、肚子痛、止吐、止瀉和萬金油等以治療一般常見症狀，由於當時民眾多不識字，各藥品包裝上除了文字還加上圖片輔助說明，以簡單漫畫呈現藥包治療症狀，或畫有代表諧音的圖案表達藥用，例如：蝦、龜、掃帚三者並排的圖案即是以閩南語發音表達其為氣喘用藥，而柑橘加毛蟹則是感冒藥。

## 銷售與運作
藥廠的業務員（俗稱配置員、賣藥郎、送藥生、寄藥仔等）通常帶著寄藥包（此處指裝藥包的木箱，其外覆蓋墨綠帆布袋，袋上印有紅色「寄藥包」字樣）以步行或騎自行車的方式，到各家推銷或寄送藥品。寄藥包以先使用後付款的方式運作，藥包寄放在家中後，業務員約三至六個月回來巡視，依據藥品開封數量計費結帳及補充、更替藥品，民眾也可同時訂購新藥品。